# ریچارد اچ. فرنک
ریچارد اچ. فرنک به (انگلیسی: Richard H. Frank) یک مجری سرگرمی آمریکایی است که به ریاست تلویزیون والت دیزنی (۱۹۹۴ تا ۱۹۹۵) و به عنوان رئیس استودیوهای والت دیزنی (۱۹۸۵ تا ۱۹۹۴) خدمت کرده است.